# Paul Jacques Bonzon
Paul-Jacques Bonzon (31/8/1908 - 24/9/1978) là nhà văn Pháp, Nổi tiếng với tác phẩm Sáu người bạn đồng hành Les Six Comganons. Ông sinh ra ở Sainte-Marie-du-Mont, Manche. Ông từng theo học tại Saint-Lô. Năm 1935 Ông kết hôn với một giáo viên ở Drôme nơi ông chuyển tới sinh sống và giảng dạy kiêm hiệu trưởng trong vòng hơn hai mươi năm. Ông mất tại Valence năm 1978.

## Xuất bản
- Mamadi ou le petit roi d'ébène
- Le petit passeur du lac
- Du gui pour Christmas
- The orphans of Simitra / Les orphelins de Simitra. Adapted by Nippon Animation into the anime series Porphy no Nagai Tabi.[1]
- Le cheval de verre
- Soleil de mon Espagne
- La promesse de Primerose
- Un secret dans la nuit polaire
- The gold cross of Santa Anna / La croix d'or de Santa-Anna
- Le viking au bracelet d'argent
- La disparue de Montélimar
- Mon Vercors en feu
- Le voyageur sans visage
- La ballerine de Majorque
- L'Éventail de Séville